# Wundowie
Wundowie – miasto w Australii, w stanie Australia Zachodnia.